# وزارت قلمروهای فرادریایی (فرانسه)
وزارت قلمروهای فرادریایی (به فرانسوی: Ministère des Outre-mer) یکی از وزارتخانه‌های دولت فرانسه است که مسئول نظارت بر ادارات، مجموعه‌ها و قلمروهای خارج از سرزمین اصلی جمهوری فرانسه است. از ۲۰ ژوئیه ۲۰۲۳، رئیس این وزارت‌خانه فیلیپ ویژیه است.